# Stardust@home

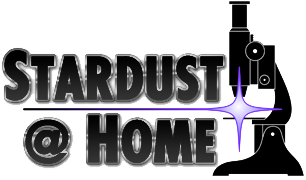
Logo

Stardust@home é um dos projetos baseados na participação informada, consciente e voluntária, de milhares de cidadãos (ciência cidadã) tentando incentivar voluntários a procurar em milhares de imagens por pequenos impactos de poeira interestelar colectadas pela Stardust, que foi a primeira missão espacial, dedicada única e exclusivamente para explorar um cometa com a finalidade de retornar material extraterrestre, fora da órbita da Lua. O projeto Stardust@home começou a fornecer dados aos voluntários em 1 de agosto de 2006.